# Estländska Jerwiska lantmilisregementet
Estländska Jerwiska lantmilisregementet, eller bara Jerwiska lantmilisregementet, var en värvad milis inom svenska armén som verkade åren 1701–1710. Förbandet var förlagt i Jerwen, Svenska Estland.

## Historia
Estländska Jerwiska lantmilisregementet värvades i Jerwen. År 1704 gick regementet delvis förlorat efter belägringen av Narva, som slutade med rysk seger. Regementet kom därefter att återuppsättas, där Estländska Wieriska lantmilisregementet uppgick i Estländska Jerwiska lantmilisregementet. År 1710 föll hela regementet i rysk fångenskap i samband med belägringen av Reval.

## Förbandschefer
- 1701–1710: Otto Rehbinder